# Earl Bell
Earl Holmes Bell (Ancón, 25 augustus 1955) is een voormalige Amerikaanse atleet, die tussen 1975 en 1990 bij het polsstokhoogspringen succesvol was. Hij sprong een wereldrecord en nam een vier Olympische Spelen deel.

## Biografie
Zijn eerst successen boekte hij in 1975. Toen won hij, als student van de Arkansas Staatsuniversiteit, een gouden medaille op de Pan-Amerikaanse Spelen in Mexico-Stad. Ook won hij dat jaar goud op Universiteitskampioenschappen (in- en outdoor). Op 29 mei 1976 verbeterde hij in Wichita het wereldrecord polsstokhoogspringen tot 5,67. Dit record hield minder dan een maand stand, omdat het al op 22 juni 1976 werd verbroken door zijn landgenoot Dave Roberts naar 5,70 m. In 1976 werd hij ook voor de eerste maal Amerikaans kampioen polsstokhoogspringen, een titel dat hij outdoor nog tweemaal zou winnen (1984 en 1990) en indoor nog driemaal (1980, 1984 en 1987).
Bij zijn olympisch debuut op de Spelen van 1976 in München behaalde hij een zesde plaats. Vier jaar later kon hij niet deelnemen wegens de Amerikaanse boycot. Op de Olympische Spelen van 1984 won hij samen met de Fransman Thierry Vigneron een bronzen medaille. Met een beste poging van 5,60 m eindigde hij achter de Fransman Pierre Quinon (goud; 5,75) en zijn landgenoot Mike Tully (zilver; 5,65). Bij de Goodwill Games in 1986 won hij een bronzen medaille. Op de wereldkampioenschappen indooratletiek 1987 in Indianapolis won hij een bronzen medaille. Bij zijn laatste olympische optreden in Seoel sprong hij met een vierde plaats net naast het podium.
Earl Bell stichtte Bell Athletics waarbij hij atleten als Jeff Hartwig, Derek Miles, Kellie Suttle, Jillian Schwartz en andere top-polsstokhoogspringers begeleidde. In 2002 werd hij in de USA Track & Field Hall-of-Fame opgenomen.

## Titels
- Amerikaans kampioen polsstokhoogspringen (outdoor) - 1976, 1984, 1990
- Amerikaans kampioen polsstokhoogspringen (indoor) - 1980, 1984, 1987
- NCAA kampioen polsstokhoogspringen (outdoor) - 1975, 1976, 1977
- NCAA kampioen polsstokhoogspringen (indoor) - 1975, 1976
- AAA kampioen polsstokhoogspringen - 1984
- USA Track & Field Hall of Fame - 2002

## Wereldrecords
| Hoogte (m) | Datum      | Plaats  |
| ---------- | ---------- | ------- |
| 5,67       | 29.05.1976 | Wichita |

## Persoonlijke records
| Onderdeel                      | Prestatie | Datum           | Plaats    |
| ------------------------------ | --------- | --------------- | --------- |
| polsstokhoogspringen (outdoor) | 5,87 m    | 14 mei 1988     | Jonesboro |
| polsstokhoogspringen (indoor)  | 5,86 m    | 24 januari 1987 | Portland  |

## Palmares

### Polsstokhoogspringen
- 1975:  Pan-Amerikaanse Spelen - 5,40 m
- 1976: 6e OS - 5,45 m
- 1984:  OS - 5,60 m
- 1987:  WK indoor - 5,80 m
- 1987:  Grand Prix Finale - 5,70 m
- 1987: 5e WK - 5,70 m
- 1988: 4e OS - 5,70 m
- 1989:  Grand Prix Finale - 5,70 m

## Ranglijsten
Earl Bell bleef vijftien jaar lang aan de wereldtop bij het polsstokhoogspringen.
| Jaar | Wereldranglijst | Amerikaanse ranglijst |
| ---- | --------------- | --------------------- |
| 1975 | 3e              | 1e                    |
| 1976 | 4e              | 2e                    |
| 1977 | 4e              | 2e                    |
| 1978 | -               | 5e                    |
| 1979 | -               | 5e                    |
| 1980 | -               | 6e                    |
| 1981 | 6e              | 1e                    |
| 1982 | -               | 4e                    |
| 1983 | -               | 3e                    |
| 1984 | 7e              | 2e                    |
| 1985 | -               | 4e                    |
| 1986 | 5e              | 1e                    |
| 1987 | 3e              | 1e                    |
| 1988 | 5e              | 2e                    |
| 1989 | -               | 5e                    |
| 1990 | -               | 3e                    |